# Filip Stanković
Filip Stanković (Rome, 25 februari 2002) is een Italiaans voetballer van Servische afkomst die als doelman speelt voor Venezia FC. Hij is een zoon van de Servische oud-voetballer Dejan Stanković.
Stanković is een product van de jeugdopleiding van Internazionale en beleefde in 2021 zijn doorbraak in het betaalde voetbal tijdens een verhuurperiode bij FC Volendam. Bij het andere oranje werd hij na een moeizame start een van dragende spelers en wist hij met zijn ploeg promotie af te dwingen naar de Eredivisie. De huurperiode werd vervolgens met een seizoen verlengt. Stanković maakte het volgende seizoen de meeste minuten van de hele selectie en werd aan het einde van het Eredivisieseizoen door de supporters van FC Volendam verkozen tot speler van het seizoen. 
Na afloop van het huurcontract keerde de doelman terug naar Milaan, waar hij in de voorbereiding fungeerde als eerste doelman. Gedurende het seizoen 2023/24 werd hij verhuurd aan UC Sampdoria uit de Serie B en gedurende het seizoen 2024/25 werd hij verhuurd aan Venezia FC uit de Serie A. Laatsgenoemde club lichtte na afloop van de huurperiode de optie tot koop en contracteerde Stanković voor vier seizoenen.

## Carrière

### Internazionale
Stanković speelde tot 2021 in de jeugd van Internazionale, waar hij een contract tot de zomer van 2024 tekende. In het seizoen 2020/21, toen Inter de Scudetto won, fungeerde hij als een van de reservedoelmannen achter Samir Handanovič zonder een minuut te spelen in een officiële wedstrijd.

### Verhuur aan FC Volendam
In juli 2021 maakte Stanković op huurbasis de overstap naar het in de Eerste divisie uitkomende FC Volendam. Hij maakte zijn debuut voor Volendam gedurende de seizoensopener tegen FC Eindhoven op 6 augustus 2021. De Servische doelman kende een lastige start in Nederland en kreeg in zijn tweede wedstrijd tegen ADO Den Haag een directe rode kaart. Hiervoor werd hij voor één wedstrijd geschorst, waarna hij last kreeg van een enkelblessure die hem nog eens vijf duels aan de kant hield. Op 15 oktober maakte Stanković zijn rentree in een wedstrijd tegen Telstar en werd er met 1-5 gewonnen. Nadien speelde hij nagenoeg alle wedstrijden mee. Zeker in het tweede deel van de competitie hield Stanković de ploeg van trainer Wim Jonk een aantal keren in beslissende situaties op de been. Op 22 april 2022 promoveerde hij met FC Volendam naar de Eredivisie, nadat er 2-1 werd gewonnen bij FC Den Bosch. Stanković kwam in zijn eerste seizoen tot 29 wedstrijden (28 competitieduels). Hij speelde samen met Gaetano Oristanio, die eveneens door FC Volendam van Inter gehuurd werd.
Op 20 juli 2022 werd de huurovereenkomst met een jaar verlengd, nadat Stanković met Volendam promotie had afgedwongen naar de Eredivisie. In de Eredivisie had FC Volendam in de eerste seizoenshelft duidelijk moeite met het hogere niveau. Zo werd er in het begin van het seizoen in een tijdsbestek van een week eerst met 7-1 verloren van PSV en vervolgens met 4-0 verloren van Sparta Rotterdam. Stanković en FC Volendam stonden in de winterstop dan ook onderaan de ranglijst met slechts zes punten. In de tweede seizoenshelft ging de ploeg tegen alle verwachtingen in beter presteren. Op de een-na-laatste speelronde werd handhaving bewerkstelligd. Stanković was in het seizoen 2022/23 de speler met de meeste speelminuten. Voorafgaand aan de laatste wedstrijd van het seizoen, thuis tegen Excelsior, werd hij door de supporters van de club verkozen tot speler van het seizoen. De doelman stopte in dit duel in de blessuretijd een strafschop van Reda Kharchouch, waardoor Volendam het seizoen dankzij een 3-2 overwinning winnend afsloot.
In de zomer van 2023 speelde Stanković verschillende vriendschappelijke wedstrijden als eerste doelman van Internazionale, mede door het vertrek van doelmannen André Onana, Samir Handanovič en Alex Cordaz. Hij speelde samen met zijn broer Aleksandar.

### Verhuur aan UC Sampdoria
Op 11 augustus 2023 werd Stanković voor één seizoen verhuurd aan UC Sampdoria, dat het voorgaande seizoen was gedegradeerd naar de Serie B. In het huurcontract zat een optie tot koop en een terugkoopoptie ten gunste van Internazionale. Stankovic was dat seizoen eerste doelman onder trainer Andrea Pirlo en miste slechts één duel. Met Sampdoria bereikte de doelman de play-offs om promotie, maar hierin bleek Palermo een maatje te groot.

### Venezia FC
In augustus 2024 verruilde Stanković Internazionale op huurbasis voor het recent naar de Serie A gepromoveerde Venezia FC. Hier werd hij herenigd met Gaetano Oristanio, waarmee hij eerder samen speelde bij FC Volendam. In het huurcontract zat een voorwaardelijke verplichting tot koop. Ondanks de degradatie naar de Serie B dat seizoen werd deze optie tot koop in het huurcontract geactiveerd. De doelman tekende een vierjarig contract dat liep tot medio 2029.

### Statistieken
| Seizoen                   | Club                     | Land           | Competitie     | Competitie | Competitie | Beker | Beker | Overig | Overig | Totaal | Totaal |
| Seizoen                   | Club                     | Land           | Competitie     | Wed.       | Dlp.       | Wed.  | Dlp.  | Wed.   | Dlp.   | Wed.   | Dlp.   |
| ------------------------- | ------------------------ | -------------- | -------------- | ---------- | ---------- | ----- | ----- | ------ | ------ | ------ | ------ |
| 2021/22                   | FC Volendam (huurbasis)  | Nederland      | Eerste divisie | 28         | 0          | 1     | 0     | 0      | 0      | 29     | 0      |
| 2022/23                   | FC Volendam (huurbasis)  | Nederland      | Eredivisie     | 33         | 0          | 2     | 0     | 0      | 0      | 35     | 0      |
| 2023/24                   | UC Sampdoria (huurbasis) | Italië         | Serie B        | 37         | 0          | 0     | 0     | 1      | 0      | 38     | 0      |
| 2024/25                   | Venezia FC (huurbasis)   | Italië         | Serie A        | 16         | 0          | 0     | 0     | 0      | 0      | 16     | 0      |
| Carrièretotaal            | Carrièretotaal           | Carrièretotaal | Carrièretotaal | 114        | 0          | 3     | 0     | 1      | 0      | 118    | 0      |
| Bijgewerkt op 1 juli 2025 |                          |                |                |            |            |       |       |        |        |        |        |

1 Mäenpää ·
6 Busio ·
7 Zampano ·
8 Tessmann ·
9 Redan ·
11 Novakovich ·
12 Bertinato ·
13 Modolo  ·
17 Johnsen ·
18 Jajalo ·
19 Ciervo ·
20 Pohjanpalo ·
21 Cheryshev ·
23 Ceppitelli ·
24 Neri ·
25 Pierini ·
27 Candela ·
28 Leal ·
30 Svoboda ·
33 Sverko ·
38 Andersen ·
44 Carboni ·
55 Hristov ·
62 Milanese ·
66 Joronen ·
77 Ellertsson ·
94 Beghetto ·
Coach: Vanoli